# 大平三次
大平 三次（おおひら さんじ、弘化4年（1847年）頃 - 1934年（昭和9年）以前）は戦前日本の実業家。信濃国飯田出身。東京で『東京さきがけ』『嚶鳴雑誌』『輿論日報』等の出版や医薬品販売、三重県で宮川運河開削を行い、ブラジル入植事業や中ノ鳥島探索も試みた。

## 生涯

### 東京での出版・医薬品事業
弘化4年（1847年）頃信濃国伊那郡飯田城下（長野県飯田市）に生まれた。幼名は善治郎、後に参次。6歳で父を失い、母に育てられ、嘉永5年（1852年）から文久3年（1863）まで飯田に滞在した岩崎長世に入門した。
1874年（明治7年）提出された民撰議院設立建白書に賛同し、京橋区銀座三丁目に設立された幸福安全社に参加した。
1877年（明治10年）5月1日岸田吟香主筆『東京さきがけ』（後に『東京新聞』）の創刊に参加し、銀座一丁目1番地に住み、東京新聞社印刷長を務めた。民権結社嚶鳴社にも初期社員として参加し、1879年（明治12年）『嚶鳴雑誌』が創刊されると、その編集を担当した。地元の結社奨匡社にも在京社員として参加した。1879年（明治12年）6月山田享次編『米国前大統領哥蘭的公伝』を刊行した。
1879年（明治12年）頃、目薬精錡水を販売した吟香に倣い、小児薬キンドル散を販売した。1880年（明治13年）3月『東京新聞』が廃刊すると、11月南伝馬町に諸売薬取次所大平堂を開店し、1882年（明治15年）1月11日にも大日円を発売したが、11月には借金返済に行き詰まり、東京始審裁判所に破産宣告を受けた。
1884年（明治17年）『五大洲中海底旅行』（ジュール・ヴェルヌ『海底二万里』重訳）、『徳川中興明君言行録』を出版した。
1885年（明治18年）4月25日八幡儀三郎・曽我部一紅と『輿論日報』を創刊し、著作権意識が未熟な中、各紙社説のゲラ刷を集めて無断で印刷し、翌日に配達する手法で好評を博した。各紙の顰蹙を買い、5月23日内務省達により転載元の承諾が義務付けられると、8月25日一般紙『日本たいむす』に改め、曽我部の旧知黒岩周六を主筆に迎え、広告取次業も試みたが、10月5日から11月10日まで治安妨害の廉で発行を停止され、12月9日廃刊となった。
1886年（明治19年）コレラに感染したが、一命を取り留めた。1887年（明治20年）5月築地木挽町で浜田庄吉と日本初のボクシング・プロレス興行スパーラ・ラスラを開催したが、客が集まらず失敗した。

### 三重県移住
1887年（明治20年）三重県3郡長土居光華の招きで松阪に移った。1888年（明治21年）三重県令石井邦猷の勧めにより、第一銀行四日市支店長八巻道成の補助を受けて宮川運河を開削し、琵琶懸・釜ヶ口等を削って大杉谷に道を通し。
木材の川流しを請け負って通河銭を徴収する商法で成功を納めた。1890年（明治23年）飯野郡漕代村伊勢場祓川に木挽水車場を設け、第3回内国勧業博覧会に茶櫃材を出品し、有功三等賞を受賞した。1893年（明治26年）には宮川から山田市街に灌漑水路を通す事業を企画したが、実行には至らなかった。
1901年（明治34年）以前、病気のため事業を子の超に譲り、中島町久留山威勝寺跡に隠居し、庭園を設けて来山山荘幹松庵と号した。

### ブラジル渡航・中ノ鳥島探索
1907年（明治40年）子の善太郎がリオデジャネイロに開業した日伯商会の経営が行き詰まると、1909年（明治42年）その立て直しのため杉原繁太郎・蜂谷吾輔を伴いブラジルに渡った。ラファエル・モンテイロと共に、先に水野龍が試みたマカエー郡サント・アントニオ耕地への日本人入植事業を計画し、リオデジャネイロ州政府と契約したが、連邦政府の協力が得られず、立ち消えとなった。グアナバラ湾の埋立等も企画したが、いずれの事業も成功せず、1911年（明治44年）以後、佐久間重吉とコンラード・ニーマイヤに日伯商会の経営権を譲渡して帰国した。
1908年（明治41年）発見が報告された中ノ鳥島につき、1913年（大正2年）元皇国殖民会社社員松井淳平等が計画した鉱山開発に参加し、11月15日吉岡丸監督として出航し、船では広報を務めたが、島を発見できないまま、1914年（大正3年）3月30日東京に帰港した。
その後の消息は不明で、1934年（昭和9年）以前には死去している。

## 家族
- 子：超 - 宮川運河の事業を引き継いだ[3]。
- 子：善太郎 - 1905年（明治38年）農商務省海外練習生としてブラジルに渡り、ペトロポリス日本公使館に滞在しながら同国の経済情勢を調査した[18]。1907年（明治40年）8月猿橋伝・豊島昌を伴い再渡航し、9月25日リオデジャネイロ初の日系商店日伯商会を開業した[18]。後に大阪商船ブラジル航路事務長[24]。
  - 嫁：富士 - 土居光華長女[24]。